# WASP-8
WASP-8 ist ein Stern im Sternbild Sculptor. Anhand seiner (B−V)-Farbe von +0,7 kann man ihn als späten G-Stern einordnen.
Er wird von dem Transitplaneten WASP-8 b mit etwas mehr als 2 Jupitermassen in einem exzentrischen Orbit mit hoher Inklination und einer Umlaufzeit von 8,15 Tagen begleitet, der sich dabei retrograd zur Rotation von WASP-8 bewegt. Der Begleiter wurde durch Beobachtungen in den Jahren 2006 und 2007 im Rahmen des SuperWASP-Projekts am South African Astronomical Observatory entdeckt.